# Jouets de Dymkovo

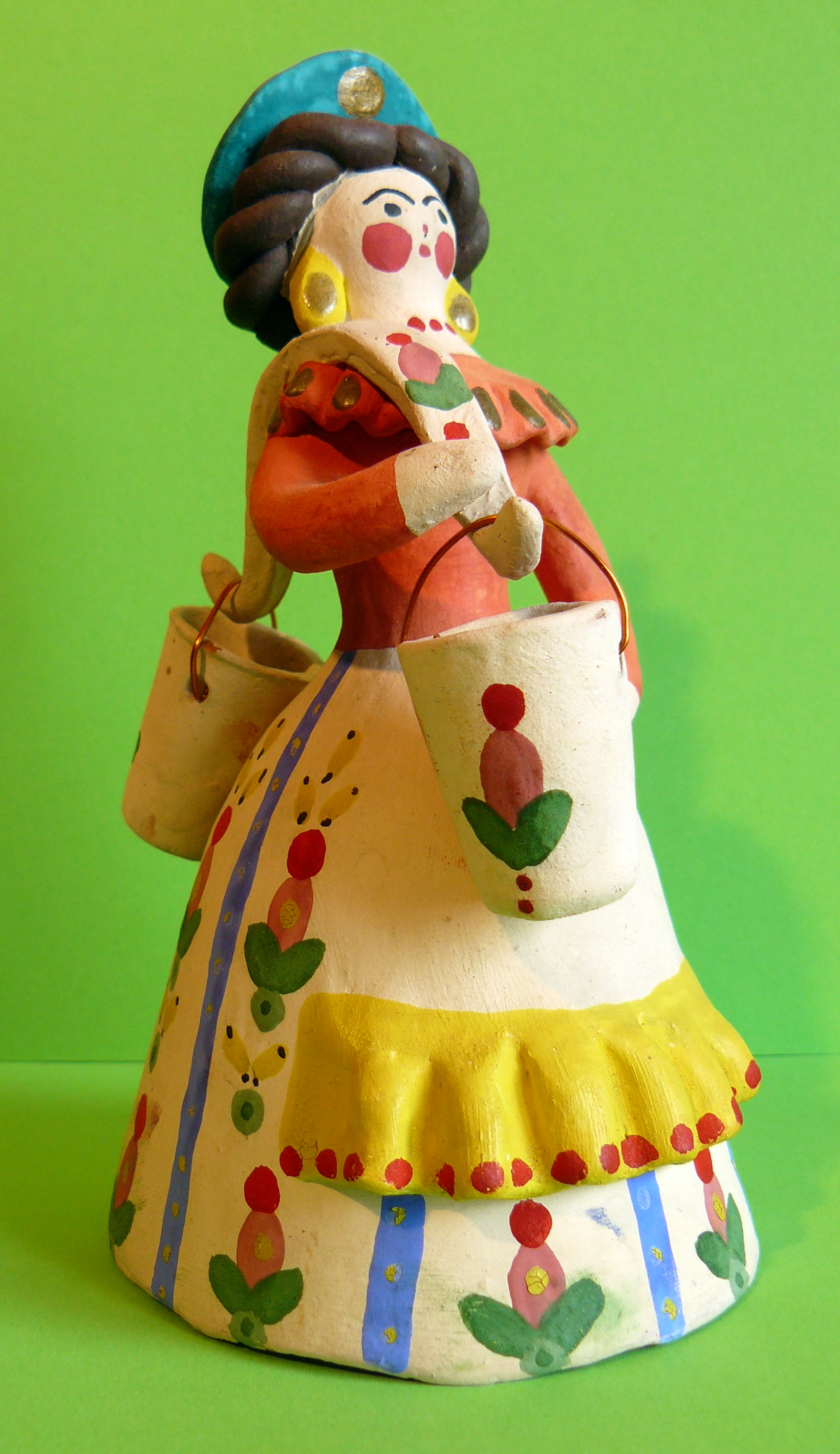
La porteuse d'eau (Vodonoska).

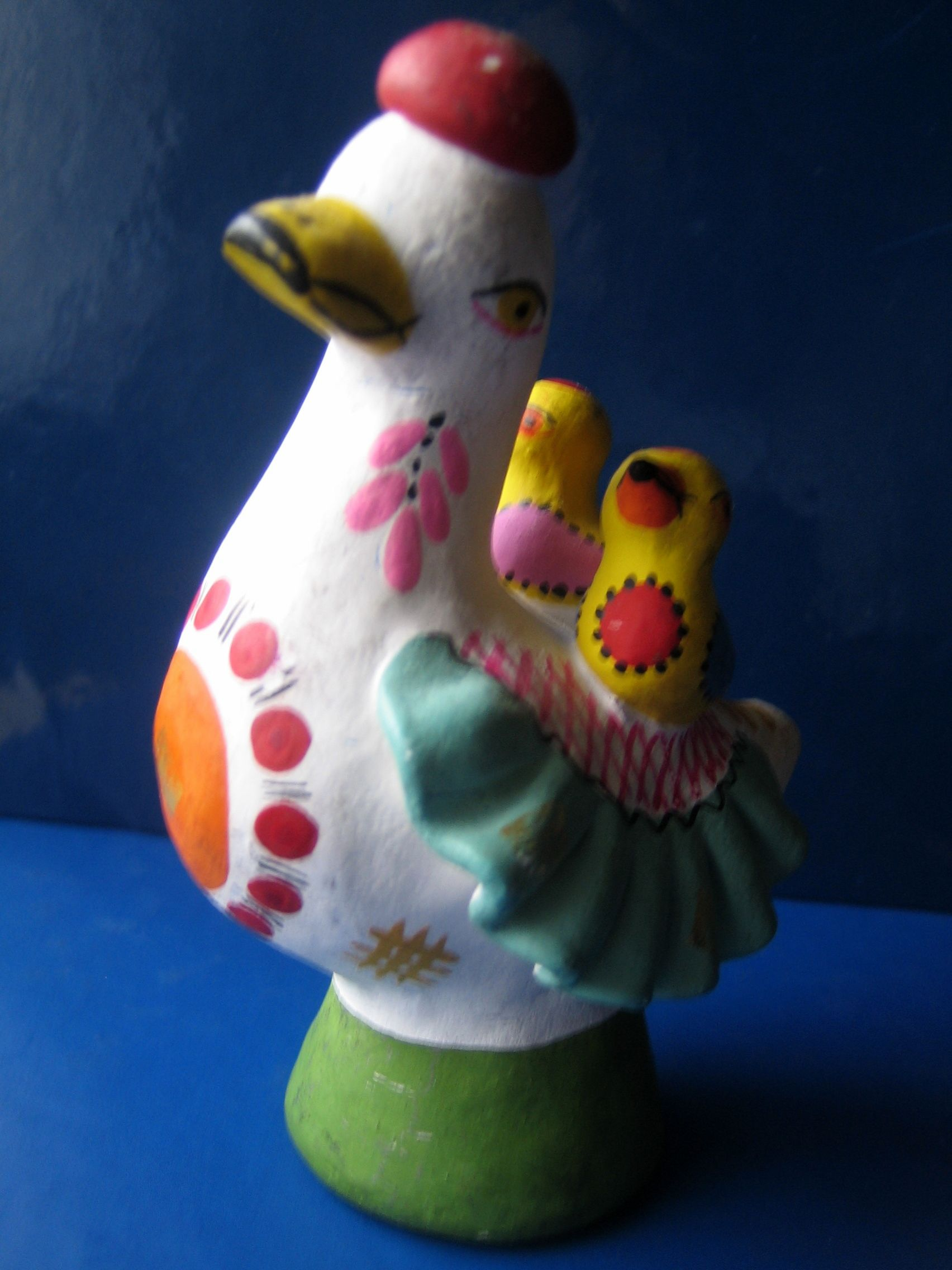
Un jouet de Dymkovo.

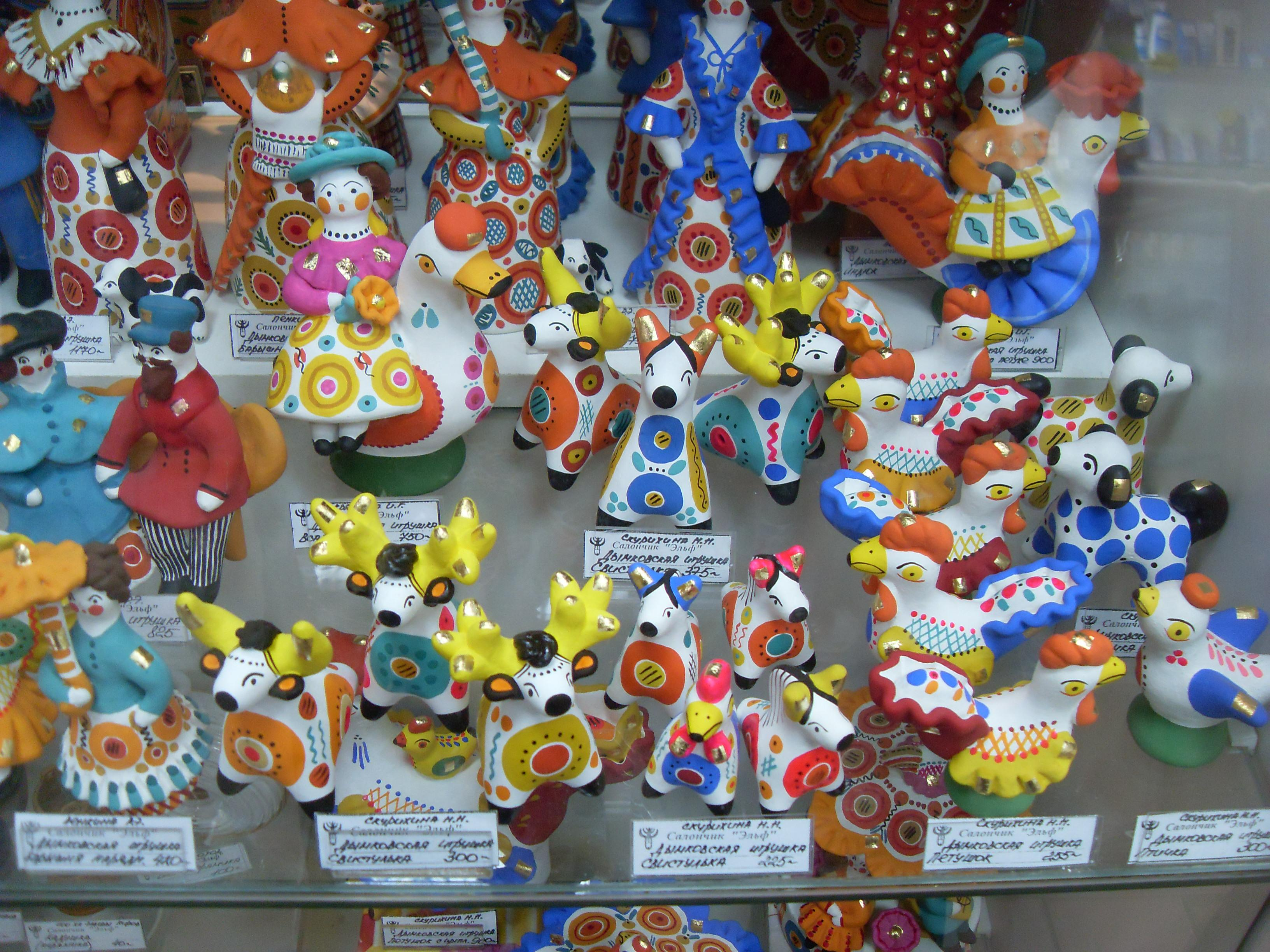
Jouets de Dymkovo exposés à la vente dans un magasin de Kirov.

Les jouets de Dymkovo, aussi appelés jouets de Viatka ou jouets de Kirov (en russe : Дымковская игрушка, вятская игрушка, кировская игрушка) sont des figurines modelées en argile et peintes, représentant des personnages et des animaux (parfois en forme de sifflet). Ils représentent une forme ancienne d'artisanat populaire russe, toujours pratiquée dans le village de Dymkovo (oblast de Kirov, autrefois Viatka). Traditionnellement, les jouets de Dymkovo sont fabriqués par des femmes.

## Historique
La tradition des jouets de Dymkovo remonte à plus de 400 ans. Elle était à l'origine associée à la fête du printemps dite Svistounia (de svistet’, siffler), propre à la région de Viatka, à l'occasion de laquelle les femmes modelaient des sifflets d'argile en forme d'animaux. L'origine même de cette fête fait l'objet de plusieurs légendes : l'une d'entre elles dit que lors du siège de Khlynov (le nom utilisé avant celui de Viatka) par les troupes de Novgorod, les habitants, ayant fait appel à leurs alliés de Veliki Oustioug, les confondirent avec leurs ennemis de Novgorod : ils lancèrent l'alerte au moyen de sifflets et les deux armées alliées se mirent à se massacrer l'une l'autre, avant de reconnaître leur méprise et de rassembler contre les Novgorodiens, qu'elles vainquirent. Une messe, suivie d'un carnaval de sifflets, fut ensuite célébrée chaque année en mémoire des morts, le quatrième samedi après Pâques. Une autre version dit que les villes de Khlynov et de Veliki Oustioug étaient ennemies à l'époque et qu'une bataille entre elles eut lieu en 1418. Mais il est probable que la fête des sifflets remonte en fait à une ancienne coutume païenne, lorsque le sifflement était considéré comme relevant de la magie.
La plus ancienne référence écrite connue à cette fête est due au général Nikolaï Khitrovo en 1811. Il précise qu'à cette occasion, « on vend ce jour-là des poupées d'argile, peintes et dorées ». Les jouets de Dymkovo étaient célèbres au XIXe siècle, y compris en dehors de la province : on en trouvait même à Moscou. En 1856, soixante familles de Dymkovo exerçaient cette activité et vendaient environ 20 à 25 000 jouets par an. Mais l'activité se mit à décliner à partir des années 1850, en raison notamment de la concurrence des figurines en plâtre de Paris, bien plus rémunératrices. En 1871, seules seize familles fabriquaient encore des jouets à plein temps, et pendant la Première Guerre mondiale, il ne restait qu'un artisan en activité, Anna Mezrina (1853-1938).
Cet art a connu une renaissance dans les années 1930, à l'époque soviétique, grâce au peintre paysager Alexeï Denchine (1893-1948), qui persuada des artisans comme A. Mezrina, E. Penkina, E. Kochkina, de ne pas abandonner le métier et de mettre sur pied l'artel (coopérative de production) dénommé Viatskaïa Igrouchka (« Le Jouet de Viatka », aujourd'hui Dymkovskaïa Igrouchka, dont le siège est à Kirov). La fille d'Anna Mezrina, Alexandra, travailla avec elle jusqu'en 1934. Leur travail commença à être reconnu par les musées et les périodiques après la Révolution.
Par la suite, la gamme des sujets s'est étendue en incorporant notamment des personnages de contes, et en élargissant l'éventail des ornements et des combinaisons de couleurs.

## Technique
Les techniques de fabrication ne diffèrent guère de celles qu'on retrouve un peu partout en Russie. Les figurines sont modelées à partir d'un mélange d'argile de potier et de sable fin de rivière. Les différentes parties des figurines sont assemblées en utilisant de l'argile humide comme liant. Une fois séchées à l'air libre pendant deux à vingt jours et cuites au four à une température de 700 à 800 °C, elles sont blanchies avec un mélange de chaux et de lait écrémé, puis peintes a tempera (avant 1953, les artistes utilisaient des colorants à base d'aniline mélangées avec du jaune d'œuf et du kvas, qu'ils appliquaient à l'aide de bâtonnets et de plumes en guise de pinceaux), en quatre à dix couleurs (parfois plus), et décorées à la feuille d'or.
Les jouets de Dymkovo sont festifs et attirants par les couleurs vives posées sur un fond blanc crayeux qui les caractérisent. Les motifs décoratifs sont basés sur des compositions géométriques utilisant le bleu, le jaune, le pourpre, le vert, le noir et le blanc. Forme, motifs et couleurs composent toujours une unité visuelle harmonieuse.
Parmi les sujets les plus courants, on peut mentionner les nourrices avec des enfants, les porteuses d'eau, les béliers aux cornes dorées, les dindons, coqs, cerfs ainsi que les jeunes gens, les clowns, les dames. Outre les sujets individuels, on trouve des scènes de groupe. Il existe des conventions traditionnelles, comme celle qui fait représenter une troïka par un cheval unique à trois têtes.

## Collections et expositions
Plusieurs artisans de l'association  Dymkovskaïa Igroucha sont des artistes reconnus de la fédération de Russie, lauréats du prix Ilya Repine. Le métier se transmet à l'intérieur de véritables dynasties d'artisans. Les jouets de Dymkovo ne sont plus aujourd'hui considérés comme des jouets, mais comme des éléments de décoration intérieure. Ils font régulièrement l'objet d'expositions nationales et internationales, et sont représentés dans les principaux musées de Russie et de l'étranger.
La plus grande collection de jouets de Dymkovo constitue une exposition permanente du Musée d'Art Vasnetsov à Kirov. Le Musée régional de Kirov en possède une collection unique.
En mars 2011 s'est ouvert à Kirov un Musée du Jouet de Dymkovo. Le musée possède plus de 700 pièces, dont plus de 200 sont exposées.

## Traditions artisanales voisines
La tradition des jouets d'argile peints (souvent des sifflets) existe en divers endroits de Russie, comme à Kargopol ou Samovo (oblast d'Arkhangelsk), Babourino (Oblast de Iaroslavl), dans les oblasts de Kostroma et d'Ivanovo, à Gorodets (oblast de Nijni Novgorod), à Kojlïa près de Koursk, dans l'oblast de Penza, etc. Les styles d'exécution diffèrent toutefois selon la région. Les objets, plus ou moins élaborés et décorés, peuvent être vernis ou non.